# Heavisides stegfunktion

Heavisides stegfunktion.

Heavisides stegfunktion, även kallad enhetsstegfunktionen eller Heavisidefunktionen, är en stegfunktion som används inom reglerteori. Funktionen lämpar sig väl till detta eftersom den vid en given tidpunkt, vilket brukar sättas som noll, skiftar från amplituden noll till amplituden 1. Denna egenskap liknar impulserna inom datornätverk med ettor och nollor. 
Heavisidefunktionen har fått sitt namn efter matematikern Oliver Heaviside. Diracs delta-funktion är Heavisidefunktionens derivata i distributionsmening..
Det är den funktion {\displaystyle u(x)} (även betecknad H(x), {\displaystyle \chi (x)} eller {\displaystyle \theta (x)}) som antar värdet 0 då {\displaystyle x<0} och värdet 1 då {\displaystyle x>0} Vilket syns i figuren(vad den antar för värde i {\displaystyle x=0} är oftast oväsentligt och definieras därmed endast om så behövs).
Ibland används omskrivningen att {\displaystyle H(x)=1/2(sgnx+1)}, där sgn är signumfunktionen